# Jean-Pierre Dautel
Jean-Pierre Dautel (* 25. November 1917 in Ancenis; † 16. April 2000 in Caen) war ein französischer Dirigent und Komponist.

## Leben und Wirken
Der Sohn des Graveurs Pierre-Victor Dautel studierte am Pariser Konservatorium und gewann 1949 einen Second Grand Prix de Rome. 1951 wurde er zum Leiter des Konservatoriums von Caen, das unter seiner Leitung 1978 dann Rang eines National Konservatoriums (Conservatoire national de Région de Caen) erlangte. Er leitete die Einrichtung bis zu seinem Ruhestand 1986.
Im Jahr seiner Ankunft in Caen gründete Dautel das Orchestre de chambre de Caen, das zunächst aus Musikern der Region bestand, später aber auch Preisträgern des Pariser Konservatoriums und vor allem Violinisten aus der Schule Jean Fourniers anzog, darunter Ludovic Passavant und Philippe Bertemont. Ende der 1950er Jahre spielte das Orchester mit den Chanteurs de Saint-Eustache eine Aufzeichnung von Mozarts Missa brevis und seiner Krönungsmesse ein, die von der Kritik mit großem Beifall aufgenommen wurde.
1959 gab Dautel mit seinem Orchester ein Konzert in der St-Eustache de Paris, bei dem er Werke von Corelli, Telemann, Bach, Monteverdi und wiederum Mozarts Missa brevis aufführte. Kurz darauf nahm er die Schallplatte Concert à Versailles au temps de Louis XIV mit Kompositionen von Rameau, Pierre-Montan Berton, Marc-Antoine Charpentier und François Couperin auf.
1980 schrieb Dautel ein Arrangement von Rameaus Pièces de clavecin en concerts, das er als Six Concerts en sextuor mit seinem Orchester aufnahm. Im gleichen Jahr gründete er in Caen ein Festival für zeitgenössische Musik. Anlässlich seines Abschieds in den Ruhestands gab er 1986 in der Abbaye aux Hommes de Caen unter Beteiligung vieler Freunde und Schüler eine feierliche Symphonie des adieux.